# أف-في 432
أف-في 432 (بالإنجليزية: FV432) هي ناقلة جنود مدرعة من سلسلة FV430 من المركبات القتالية المدرعة التابعة للجيش البريطاني. مُنذ طرحها في ستينيات القرن الماضي، أصبحت هي الفئة الأكثر شيوعًا، حيث يتم استخدامها لنقل المشاة في ساحة المعركة خاصتاً في الثمانينيات، حيث كان هناك ما يقرب من 2,500 مركبة في الخدمة.
على الرغم من أنه كان من المقرر أن يتم التخلص التدريجي من الأف-في 432 لصالح المركبات الأحدث مثل المحارب(Warrior) و CVR (T) ، تم تطوير عدد 500 لتمديد خدمتها حتى عشرينيات القرن الحادي والعشرين.
في ضوء حاجة الجيش البريطاني إلى مركبات مدرعة إضافية في مسرح العمليات الأفغاني والعراقي، أعلنت وزارة الدفاع في أغسطس 2006 أنه سيتم تحديث 70 مركبة إضافية بواسطة شركة بي أيه إي سيستمز بالإضافة إلى 54 مركبة تم طلبها. أخذت التحسينات شكل تطوير المُحرك، ووحدة قيادة جديدة ونظام فرامل جديد، بالإضافة إلى تحسين حماية الدروع.
تمت إضافة لوحات مبطنة بمادة الكيفلار إلى الجزء السفلي من الهيكل لتوفير حماية أفضل ضد العبوات الناسفة. النسخة المحدثة تسمى البلدغ .

## التاريخ
تم تصميم الـFV432 لتكون ناقلة جنود مدرعة في سلسلة FV430. بدأ الإنتاج عام 1962 من قِبل شركة GKN Sankey وانتهى في عام 1971، بعد بناء ما يقرب من 3,000 مركبة.

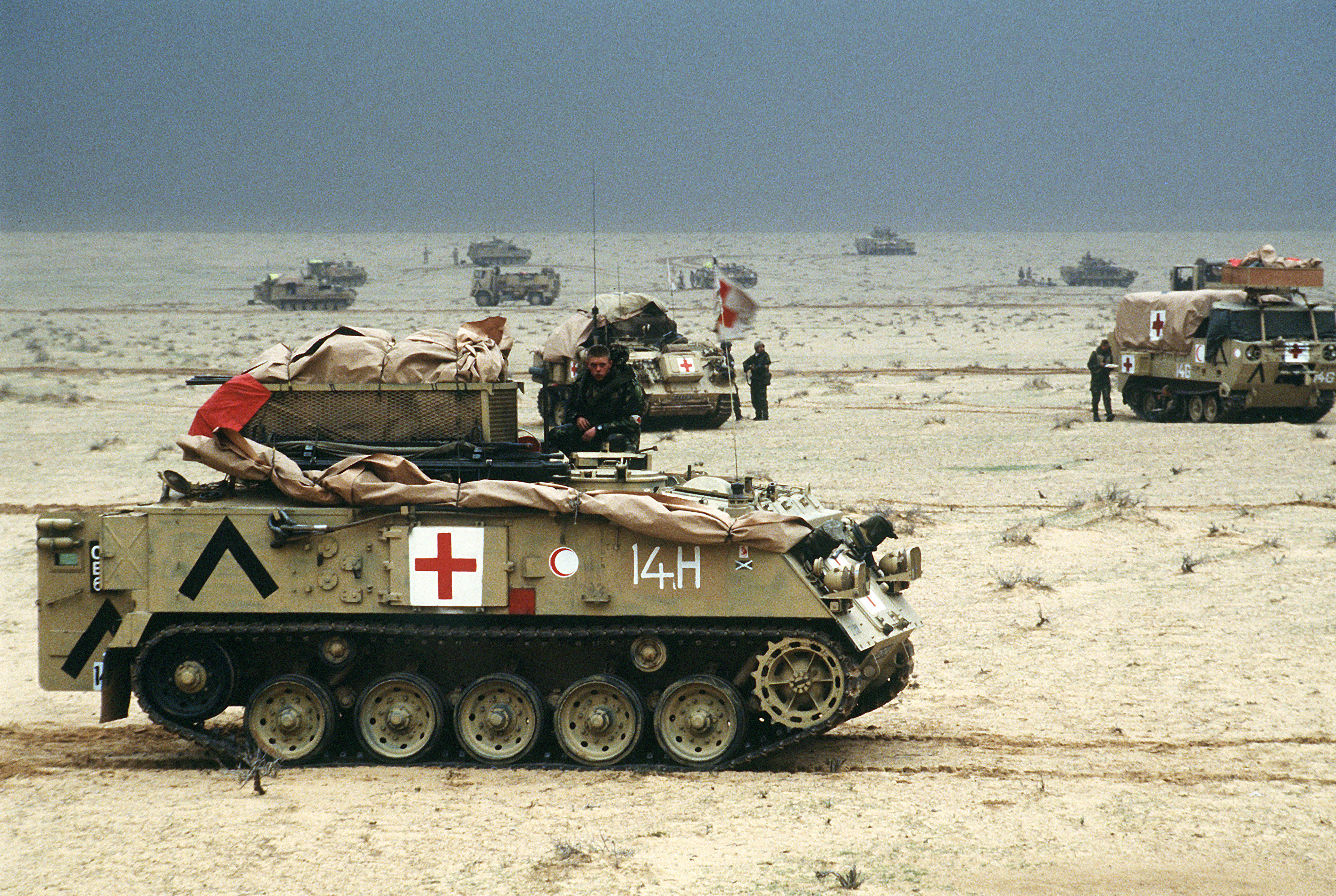
FV432 في المقدمة أثناء حرب الخليج الثانية.

الـ«أف-في 432» مصنوعة بالكامل من الفولاذ. تصميم الهيكل عبارة عن مُجنزرة تقليدي مع المحرك في المقدمة وموضع القيادة على اليمين. خلف موضع السائق مباشرة توجد فتحة قائد الناقلة. توجد فتحة دائرية كبيرة في سقف مقصورة الرُكاب، بها فتحة قابلة للطي، وباب مَفصلي في الخلف للتحميل والتفريغ، لا توجد فتحات إطلاق نار للقوات المحمولة، حيث كانت عقيدة الجيش البريطاني تقضي بنزول القوات من المركبات للقتال، على عكس مركبات المشاة القتالية الروسية التي تشتمل إلى حد كبير على فتحات إطلاق النار. تحتوي مقصورة الركاب على خمسة مقاعد على كلا الجانبين - يمكن طيها لتوفير مساحة مُسطحة للأمتعة.
تم تجهيز نظام مُضاد للأسلحة «النووية والبيولوجية والكيميائية»، والتهوية العادية التي توفرها مروحة مثبتة في الجانب الأيمن الأمامي من المُدرعة، ويتم سحب الهواء من خلال مُرشَح ورقي، يتم توزيع الهواء المُرشح من خلال قناة تمتد حول محيط المقصورة الداخلية عند مستوى السقف، وتمتد إلى مقصورة السائق. تم اتخاذ الترتيبات اللازمة لإضافة مرشحات الكربون في حالة حدوث هجوم بالغاز، ويمكن للنظام استيعاب السخانات ووحدات تكييف الهواء. يسمح صمام التنفيس المثبت على السطح بالحفاظ على الحد الأدنى من الضغط المستمر ومنع دخول المواد الغريبة في حالة حدوث انفجار أو تغيرات في الضغط الجوي الخارجي.

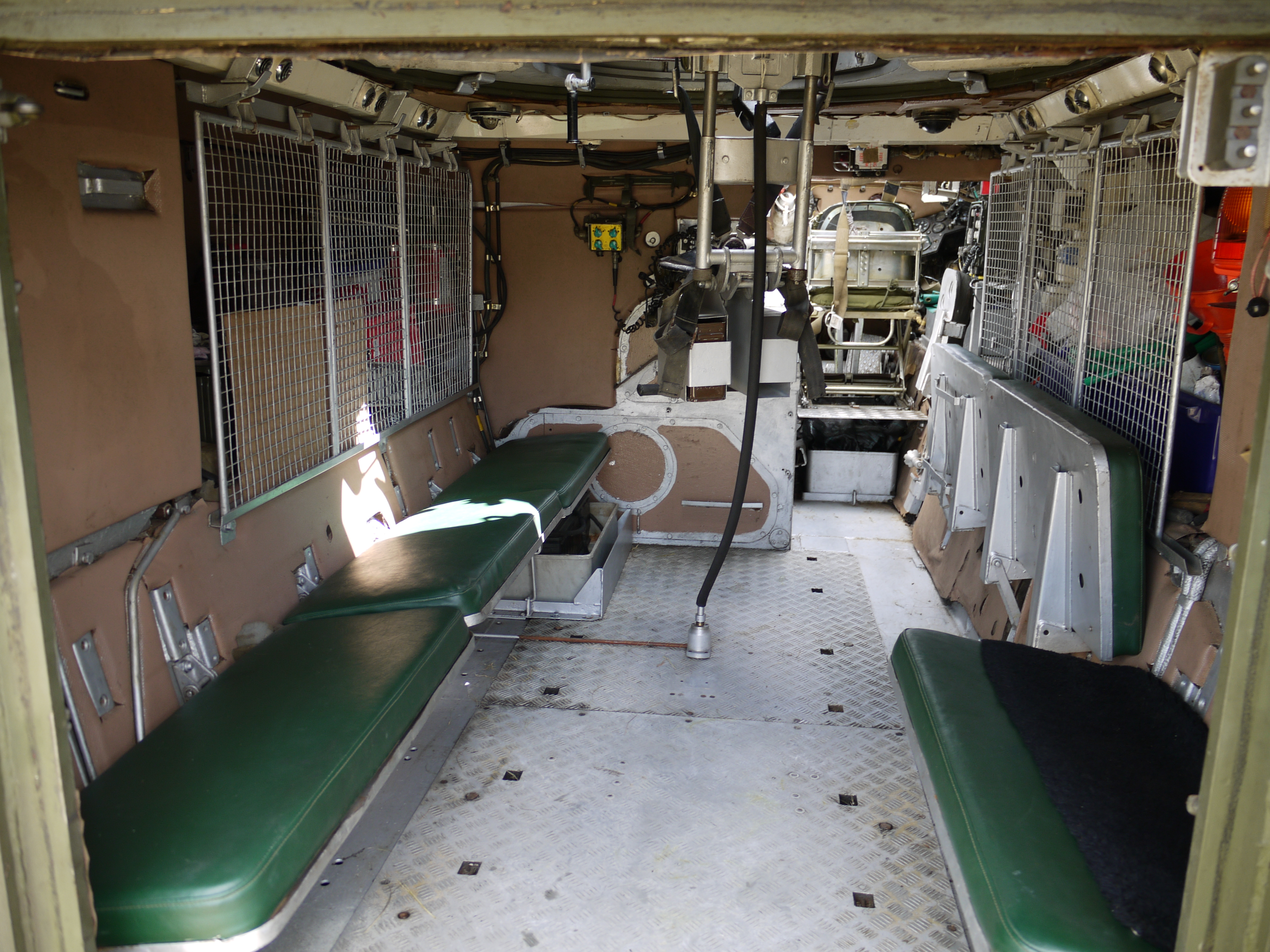
الجزء الداخلي من FV432

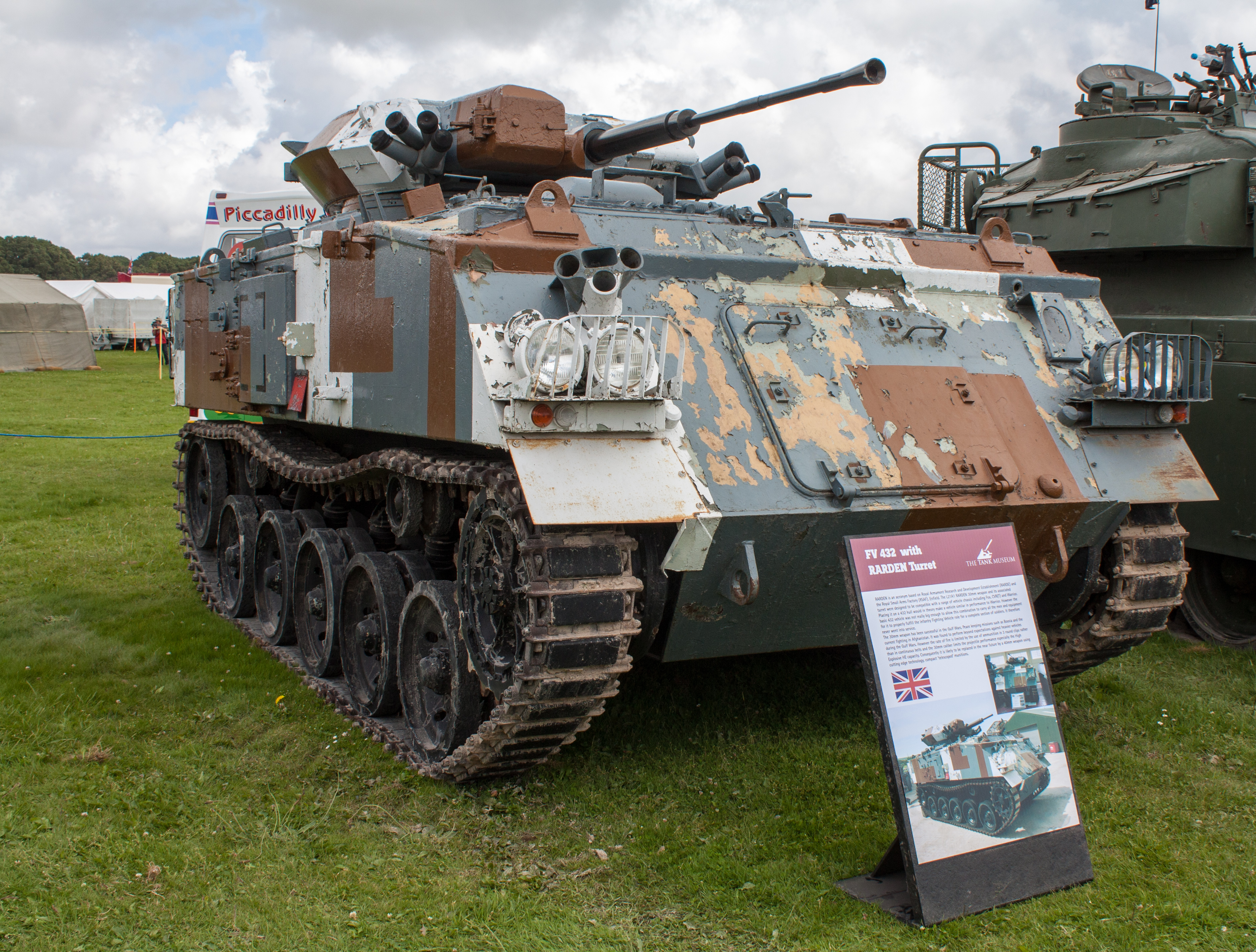
طائرة FV432 مع مخطط طلاء مموه في برلين وبرج RARDEN.

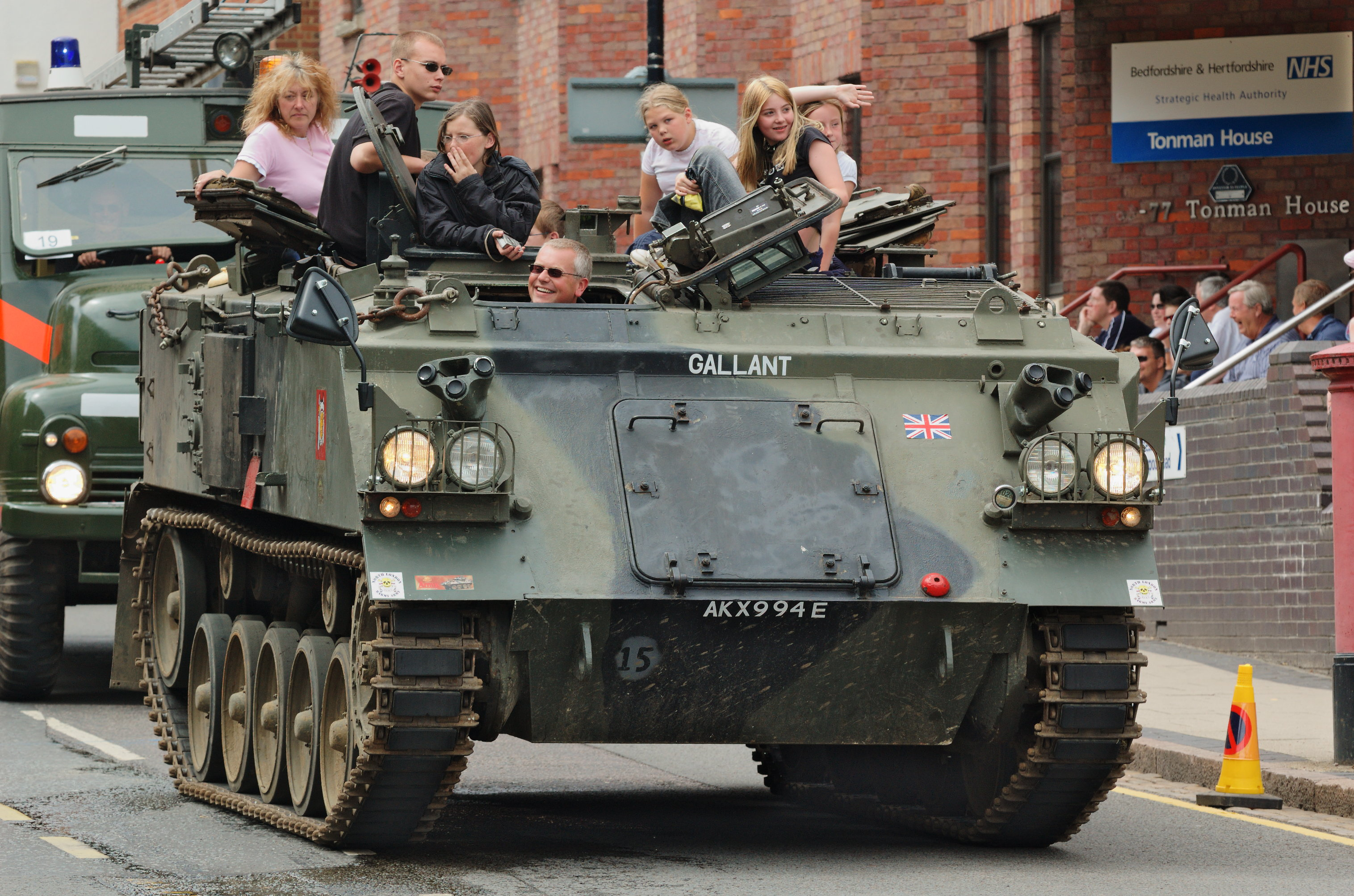
مُدرعة FV432 مملوكة للقطاع الخاص في موكب كرنفال.

## المُستخدمين

### المُستخدمين الحاليين
- بريطانيا
- أوكرانيا - قدمت الحكومة البريطانية عددًا غير مُحدد من مُدرعات FV432 Mark 3 Bulldogs للجيش الأوكراني.[2]

## أنظر أيضًا
- قائمة المركبات العسكرية من سلسلة FV
- M113 – (United States of America)
- Pbv 302 – (Sweden)
- MT-LB – (Soviet Union)
- BTR-50 – (Soviet Union)
- MLVM – (Romania)